# 마차부자리 유성우
마차부자리 유성우(영어: Aurigids)는 혜성 키에스(C/1911 N1; Kiess)에 의해 일어나는 마차부자리 방향에서 종종 관측되는 유성우이다.
1935년, 1936년, 1994년, 최근에는 2007년에 관측된 바 있다.